# ギガパーセク
ギガパーセク（ぎが ぱーせく、gigaparsec）とは、長さを表す単位の一つである。

## 解説
主に天体の距離を示す際に用いられる。
1ギガパーセク=1000メガパーセク=10億パーセク=約32億6000万光年であり、極めて遠方に存在する銀河や銀河団までの距離や、観測可能な宇宙の大きさを表す際などに利用される。
（1Gpc=10^3Mpc=10^9Pc）